# 1084년

## 연호
- 북송(北宋) 원풍(元豊) 7년
- 요(遼) 대강(大康) 10년
- 일본(日本) 에이호(永保) 4년 / 오토쿠(応徳) 원년
- 서하(西夏) 대안(大安) 10년
- 리 왕조(李朝) 아인부찌에우탕(英武昭勝) 9년

## 기년
- 고려(高麗) 선종(宣宗) 원년
- 북송(北宋) 신종(神宗) 17년
- 요(遼) 도종(道宗) 30년
- 서하(西夏) 혜종(惠宗) 18년
- 리 왕조(李朝) 인종(仁宗) 13년

## 사건
- 로베르 기스카르가 이끄는 군대가 로마약탈을 자행함.
- 선종, 승과를 설치하고 불교를 장려하였으며, 변경을 지키는 사졸들에게 저고리와 바지를 하사하였다.

## 탄생
- 고려 14대 국왕 헌종